# Parchi nazionali dell'Austria

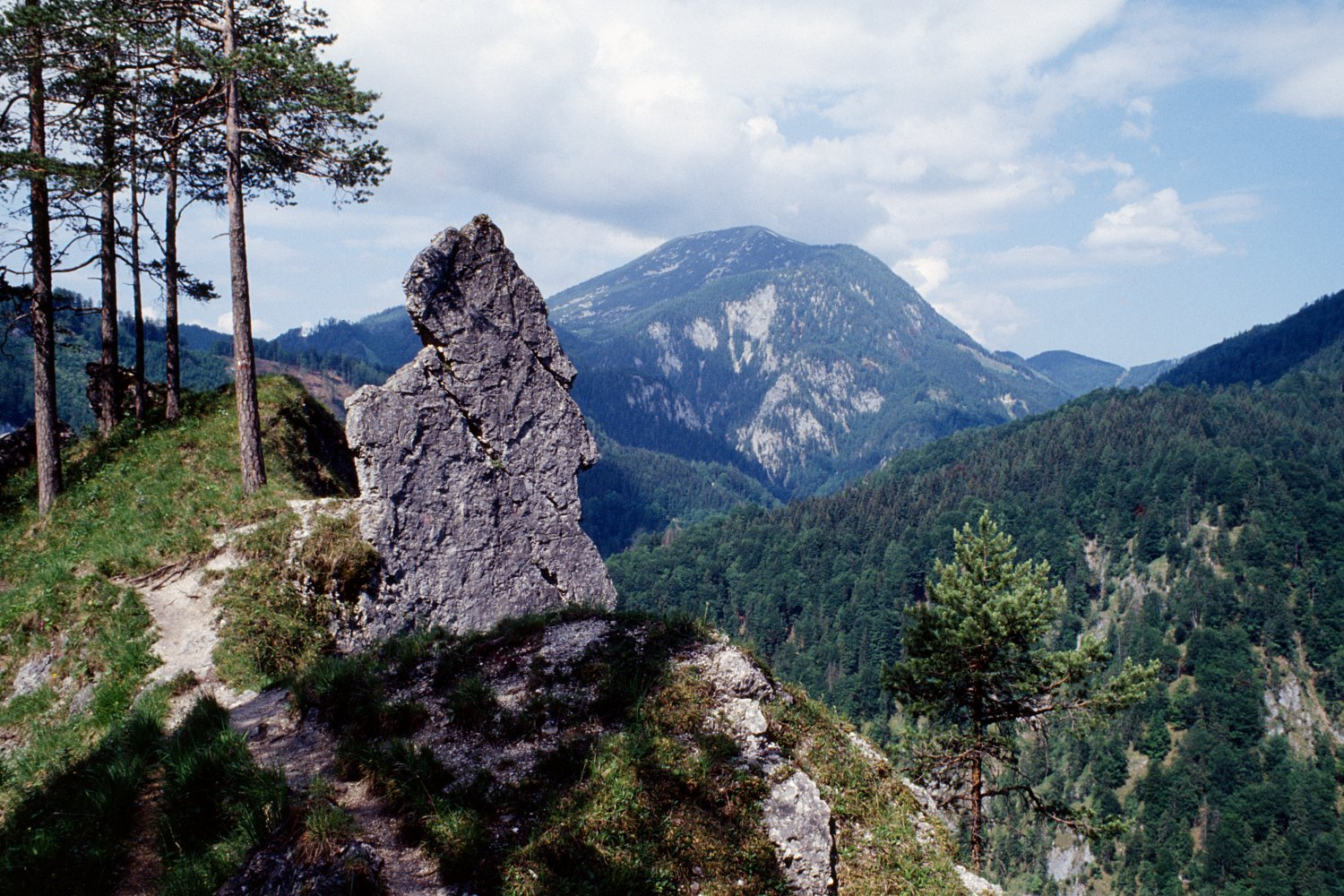
Montagne nel Parco nazionale Kalkalpen.

I Parchi nazionali dell'Austria , ovvero i territori protetti in Austria, sono sei.

## Caratteristiche
Essi coprono una superficie di 2.356 km² e rappresentano il 2,8% della superficie totale della nazione.

## Elenco
I parchi nazionali sono:
- Parco nazionale Danubio-Auen
- Parco nazionale Gesäuse
- Parco nazionale Alti Tauri
- Parco nazionale Kalkalpen

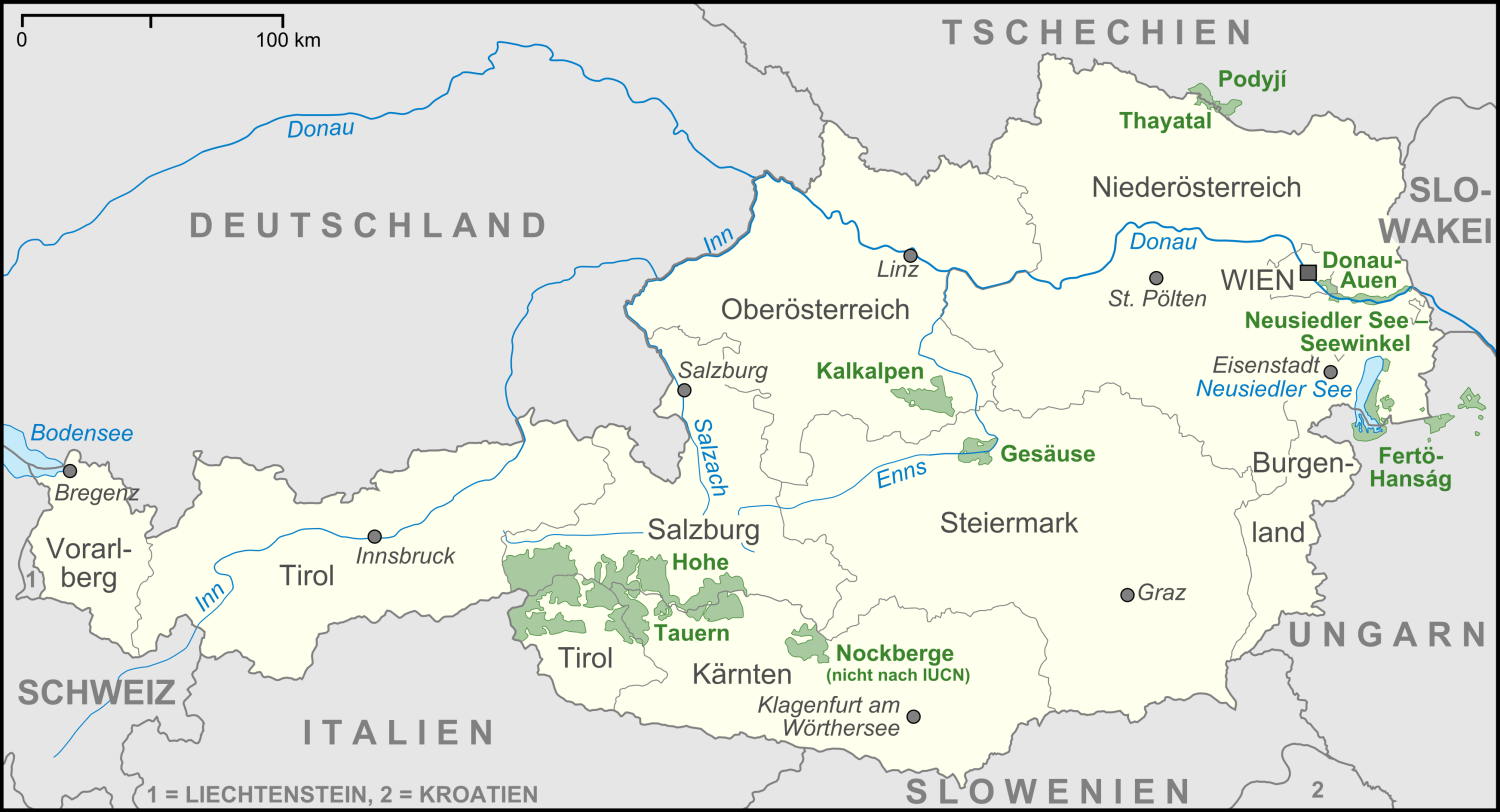
Collocazione dei parchi nazionali austriaci.

- Parco nazionale Neusiedler See-Seewinkel
- Parco nazionale Thayatal